# Mitsuru Ushijima
Mitsuru Ushijima (n. 31 iulie 1887, Kagoshima, Japonia – d. 22 iunie 1945, Insula Okinawa, Prefectura Okinawa, Japonia) a fost un general japonez în timpul celui de-Al Doilea Război Chino-Japonez și în cel de-al Doilea Război Mondial. El a fost comandantul general al Armatei a 32-a, care a luptat în Bătălia de la Okinawa în ultimele etape ale războiului. Trupele lui Ushijima au fost înfrânte, iar la sfârșitul bătăliei generalul japonez s-a sinucis.

## Legături externe
- Ammenthorp, Steen. „Ushijima Mitsuru, General”. The Generals of World War II.
- Budge, Kent. „Ushijima, Mitsuru”. Pacific War Online Encyclopedia.
- Chen, Peter. „Ushijima, Mitsuru”. WW2 Database.